# 훙함역
훙함역 (중국어 정체자: 紅磡, 광둥어 예일: Hùngham, Hung Hom)은 홍콩 MTR의 역으로, 둥팃선과 튄마선이 지나고 있다. 동철선과 튄마선의 환승역이다. 훙함역은 이스트 침사추이역이 개통되기전 MTR의 최남단 역이었다. 실제 홍함 역은 홍함만의 서쪽에 위치하고 있으며, 홍함에서 1킬로미터 떨어져있다.

## 같이 보기
- 홍콩 지하철